# جون د. هوفمان
جون د. هوفمان (بالإنجليزية: John D. Hoffman)‏ هو كيميائي أمريكي، ولد في 26 نوفمبر 1922 في واشنطن العاصمة في الولايات المتحدة، وتوفي بنفس المكان في 21 فبراير 2004.